# Cnastis bulgarica
Cnastis bulgarica är en stekelart som beskrevs av Kolarov 1996. Cnastis bulgarica ingår i släktet Cnastis och familjen brokparasitsteklar. Inga underarter finns listade i Catalogue of Life.